# 670 Ottegebe
670 Ottegebe eller 1908 DR är en asteroid i huvudbältet, som upptäcktes 20 augusti 1908 av den tyska astronomen August Kopff i Heidelberg. Den är uppkallad efter Ottegebe, en karaktär i Der arme Heinrich av Gerhart Hauptmann.
Asteroiden har en diameter på ungefär 35 kilometer.